# Gare d'Ichtegem
La gare d'Ichtegem est une ancienne gare ferroviaire belge de la ligne 62, d'Ostende à Torhout située sur le territoire de la commune d'Ichtegem, en région flamande dans la Province de Flandre-Occidentale.
Mise en service en 1868 par le Chemin de fer d'Ostende à Armentières, elle ferme dans les années 1960.

## Situation ferroviaire
Établie à 18 m d'altitude, la gare d'Ichtegem était située au point kilométrique (PK) 16,7 de la ligne 62, d'Ostende à Torhout entre les gares de Moere et Wijnendale.

## Histoire
La station d'Ichteghem est mise en service le 1er avril 1868 par la Compagnie du chemin de fer d'Ostende à Armentières, lorsqu'elle ouvre à l'exploitation la ligne d'Ostende-Ville à Torhout.
Elle se trouve à relative distance du village d'Ichtegem entre les hameaux Engel et Mitswege.
L'État belge, future SNCB, remplace rapidement le bâtiment de la gare de 1868 par un nouveau, identique à ceux construits dans les autres stations de la ligne 62 après la nationalisation. Le bâtiment de la gare de Moere, situé non loin de là, est le seul à avoir été conservé sur la ligne 62 après la fin de l'exploitation ferroviaire.
En 1910, la Société nationale des chemins de fer vicinaux inaugure la ligne de tramway 342 de Bruges à Dixmude, qui franchit la ligne 62 au moyen d'un pont métallique à la sortie de la gare d'Ichtegem. L'arrêt du tram, qui continuait vers le centre du bourg, se trouvait cependant hors du périmètre de la gare, qui comportait un raccordement en cul-de-sac pour le transbordement des marchandises. La ligne de tramway ferme en 1952 et ses vestiges près de la gare disparaissent.
La SNCB supprime les trains de voyageurs sur la ligne le 26 mai 1963. Les trains de marchandises disparaissent en 1967. Le bâtiment de la gare était encore visible en 1969.
Les rails inutilisés sont finalement retirés en 1984-1985. Un chemin baptisé « groene 62 » (qui peut se traduire par la (voie) verte 62) est accessible aux piétons et cyclistes. Le terrain de l'ancienne gare est occupé par un parc, des garages et le nouveau bâtiment de l'administration communale. L'emplacement du bâtiment correspond à l'aubette de la gare routière De Lijn.

## Patrimoine ferroviaire
Le bâtiment des recettes de type 1881 a été démoli après la fermeture. L'aspect du bâtiment antérieur est inconnu.
La maison de garde-barrière installée de l'autre côté des voies a été réaffectée en habitation.